# ديغاريليكس
ديغاريليكس(Degarelix)، الذي يباع تحت الإسم التجاري فيرماجون(Firmagon) من بين أسماء أخرى، هو دواء يستخدم لعلاج سرطان البروستاتا.   على وجه التحديد للأمراض المتقدمة التي تعتمد على الهرمونات.  و يعطى عن طريق الحقن تحت الجلد. 
وتشمل الآثار الجانبية الشائعة لهذا العقار على؛ الألم في موقع الحقن، و الهبات الساخنة، و مشاكل في الكبد. كما قد تشمل الآثار الجانبية الأخرى على الحساسية المفرطة، و إطالة فترة كيو تي، والعقم أيضا.  أما استخدامه في الحمل فقد يضر الجنين.  و هو مضاد لمستقبلات GnRH و يعمل عن طريق تقليل كمية هرمون التستوستيرون في الجسم.  
تمت الموافقة على استخدامه طبيًا في الولايات المتحدة في عام 2008 و أوروبا في عام 2009.   في المملكة المتحدة، كلف 80 ملغ هيئة الخدمات الصحية الوطنية حوالي 130 جنيهًا إسترلينيًا اعتبارًا من عام 2021.  في الولايات المتحدة يكلف هذا المبلغ حوالي 520 دولارًا أمريكيًا. 